# Massacre de policiers de Colima
Le massacre de policiers de Colima est un épisode violent de la guerre de la drogue au Mexique qui a eu lieu en mai 2020 dans l'État de Colima.

## Déroulé
Le 28 mai 2020, dix policiers disparaissent dans la municipalité de Los Cedros. Ils sont enlevés lors d'une mission qu'ils menaient à La Huerta dans l'État voisin de Jalisco. Les autorités annoncent alors qu'ils étaient accompagnés d'un groupe d'enquêteurs, qui ont également été enlevés. Ces enquêteurs avaient demandé le soutien de la police alors qu'ils se déplaçaient depuis l'aéroport international de Manzanillo. Deux civils qui se trouvaient dans le même secteur ont aussi disparu.
Les enquêteurs sont retrouvés sains et saufs. De plus, trois policières et les deux civils sont relâchés le 31 mai 2020 et regagnent la ville de Colima par leurs propres moyens. Le 2 juin 2020, les corps des sept policiers sont retrouvés dans une voiture Chrysler abandonnée à la frontière des États de Colima et de Jalisco.
| \| Los Cedros La Huerta Aéroport international de Manzanillo Colima \| Localisation de Los Cedros, de La Huerta, de Colima et de l'aéroport international de Manzanillo. |
| Los Cedros La Huerta Aéroport international de Manzanillo Colima |

## Conséquences
À la suite de la découverte des corps, le colonel Enrique Alberto Sanmiguel Sanchez, démissionne de son poste de secrétaire à la Sécurité et à la Protection citoyenne à Colima. D'après le gouverneur de Colima, José Ignacio Peralta, cette démission a pour but de ne pas interférer dans l'enquête qui suit le massacre.